# Paul Gottheiner
Albert Eduard Paul Gottheiner (* 17. Juli 1838 in Naumburg; † 19. Juni 1919 in Berlin) war ein deutscher Architekt und Baubeamter.

## Leben

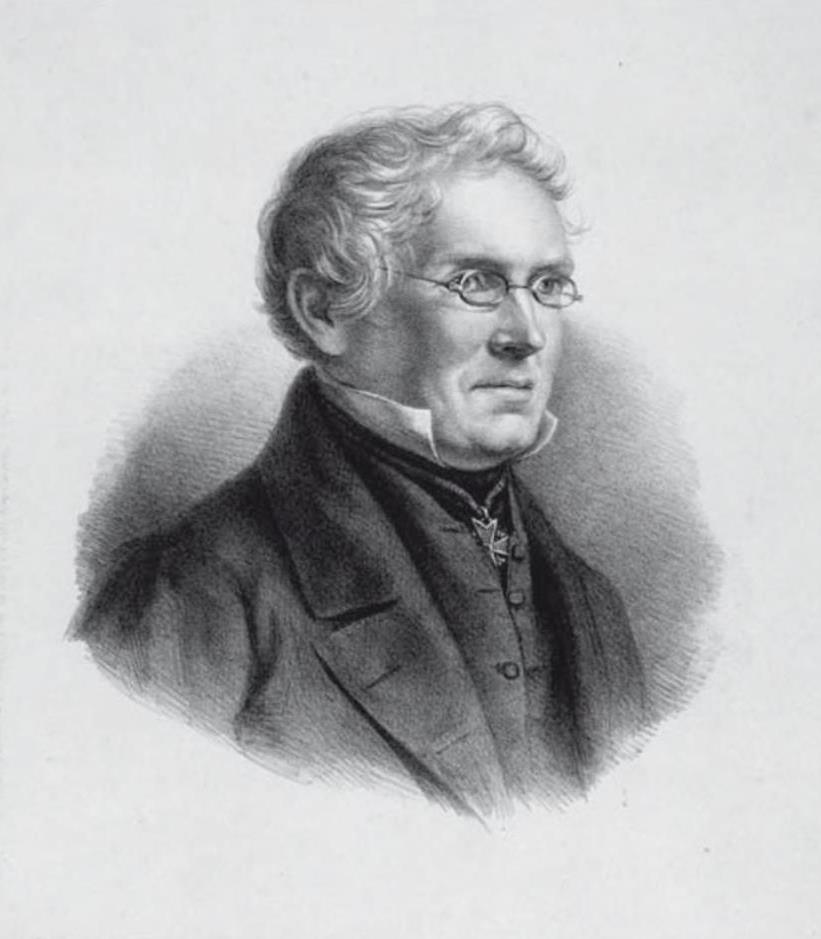
Karl August Varnhagen von Ense, Lithographie von Paul Gottheiner nach einem Pastell Ludmilla Assings, 1857

Paul Gottheiner entstammte einer Familie des jüdisch-liberalen Bürgertums. Er war der Sohn des Kammergerichtsrats Carl Eduard Gottheiner (1804–1886). Nach dem Abitur 1857 am Friedrich-Wilhelms-Gymnasiums in Berlin und Militärdienst beim Garde-Reserve-Regiment studierte er Architektur. Bereits zu dieser Zeit betätigte er sich als Lithograf und schuf ein Porträt von Varnhagen von Ense, mit dem seine Familie befreundet war. Als königlicher Baumeister wurde er ab 1. April 1873 Prokurist bei der Baugesellschaft für Eisenbahn-Unternehmungen F. Pleßner & Comp. Nach dem Konkurs der Gesellschaft trat er 1875 als Stadt-Bauinspektor in den Dienst des Berliner Magistrats. Unter der Oberaufsicht des Baustadtrats James Hobrecht übernahm er als dessen rechte Hand und offizieller Stellvertreter die Leitung der zentralen Bau-Deputation, deren Aufgabe es war, die Großbauprojekte der neuen Reichshauptstadt zu bewältigen. Er setzte sich vorwiegend beim Bau von Straßen-, Brücken und Hafenanlagen ein. 1896 wurde er Magistrats-Baurat und 1911 zum Geheimen Baurat ernannt.

## Familie
Paul Gottheiner war verheiratet mit Anna Therese Elisabeth Behn († 1894). Seine älteste Tochter war die Sozialpolitikerin Elisabeth Altmann-Gottheiner. Sein Sohn Georg wurde Jurist und später Landrat und Reichstagsabgeordneter.

## Bauten in Berlin
- 1881–1882: Marschallbrücke
- 1884: Lützowbrücke (im Zweiten Weltkrieg zerstört und 1987 als Hiroshimasteg neu errichtet)[6]
- 1886: Melchiorbrücke über den Luisenstädtischen Kanal (1926–1927 nach Verfüllung des Kanals abgetragen)[7]
- 1907–1913: Entwürfe für den Osthafen, zusammen mit Friedrich Krause, Seifert und Heinrich Zaar

## Schriften
- Zur Geschichte des Potsdamer Platzes in Berlin und seiner Umgestaltungen. In: Deutsche Bauzeitung, 32. Jahrgang 1898, Nr. 33 (vom 23. April 1898), S. 205–210. (Digitalisat auf archive.org)
- Die Berliner Bauverwaltung. In: Alexander Herzberg, D. Meyer (Hrsg.): Ingenieurwerke in und bei Berlin. (Festschrift zum 50-jährigen Bestehen des Vereins Deutscher Ingenieure) Sittenfeld, Berlin 1906, S. 120–122.